# シアーズ

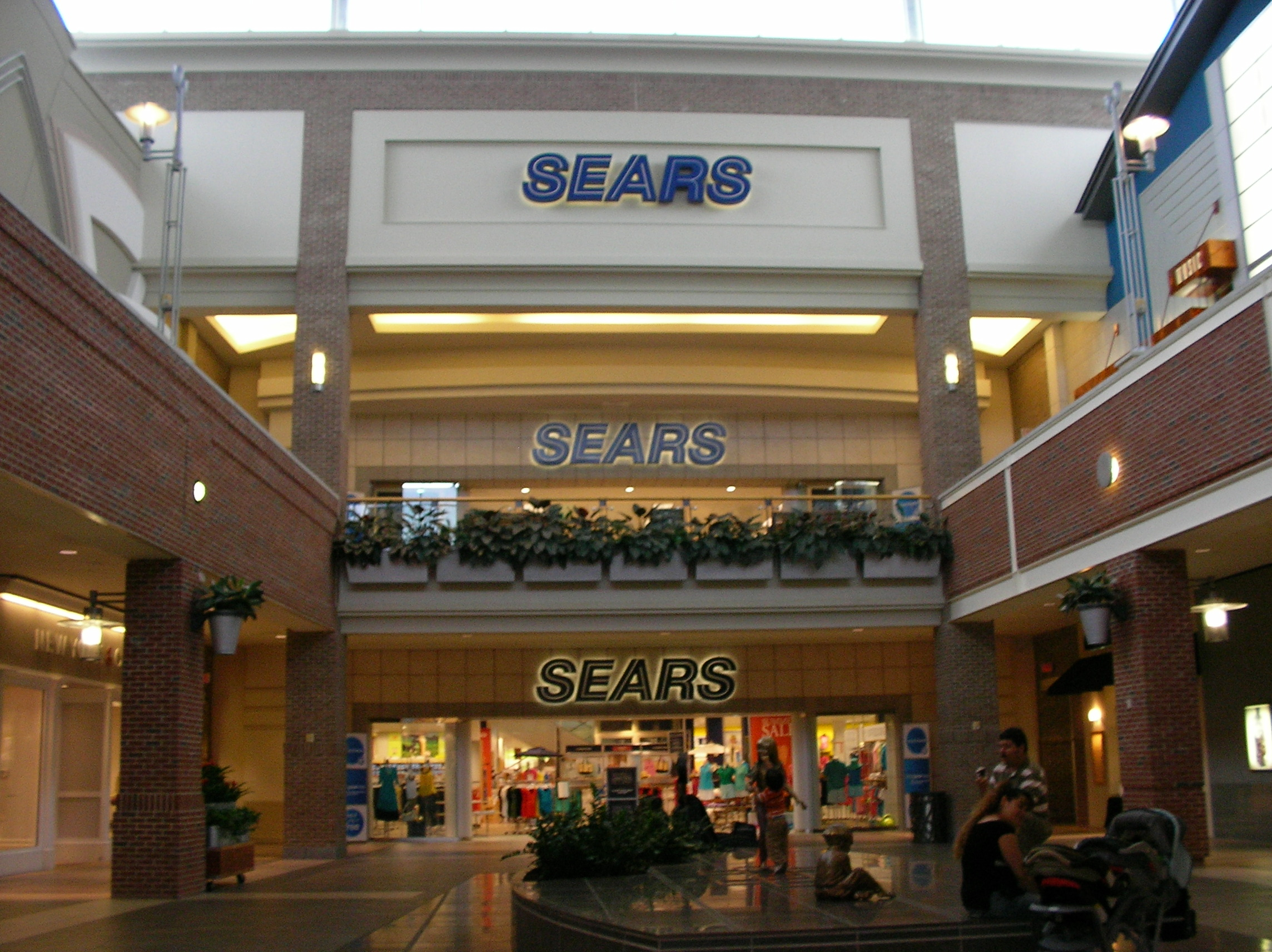
店舗

シアーズ（Sears ）は、アメリカ合衆国イリノイ州に本部がある百貨店。かつてシアーズ・ローバック（Sears, Roebuck and Company ）によって展開され、カタログによる通信販売で知られた。また衣料など日用生活品以外に工具、カー用品などDIY用品のプライベートブランドを持つ。2005年に同業のKmartと合併し、2005年から2019年まではシアーズ・ホールディングス傘下にあったが、その後エディー・ランパート（Eddie Lampert）が所有するTransformco（Transform Holdco LLC）所有になった。

## 概要
シアーズはアメリカ合衆国、カナダ、メキシコで百貨店（またはGMS業態）を運営している流通業。傘下にはランズエンドなどの通信販売やその他の専門店も所有する。またシアーズで販売する商品のため多くのプライベートブランドを展開する。
なお、英語の department store は百貨店と訳されるが、ブルーミングデールズ、ニーマン・マーカス、ノードストローム、サックス・フィフス・アベニューなどの高級店と違ってシアーズは廉価量販を旨とし、店舗も郊外にあることが多い。いわゆるGMSであり、営業形態としてはアメリカでの競合はJ.C.ペニー。日本でいうイオンやイトーヨーカドーなど、大手スーパーのそれに近い。
1973年に本社ビルとして建てられたシカゴのシアーズ・タワー(現在はウィリス・タワーに改称)は、すでに1994年に売却済であったが、建物名は売却後10年以上もそのままであった。同ビルは2013年に1 ワールドトレードセンターにその座を明け渡すまで、全米一の高さを誇る超高層ビルであり、また長く世界一の座に君臨していた。

## 歴史
1863年、ミネソタ州スチュワートビルの裕福な家庭に生まれたリチャード・ウォーレン・シアーズは長じてミネソタ州レッドウッド・フォールズで駅員を務めるようになった。1886年、シカゴの宝石商から地元のレッドウッド・フォールズの卸売業者に腕時計が送られてきたが、これは誤送付であった。卸売業者は腕時計の買取を拒否したが、シアーズは自腹で腕時計を買い取った。シアーズは他の駅員にこの腕時計を儲けがでる程度の低価格で販売した。これを機にシアーズは「R.W. Sears Watch Company」を設立し、通信販売に乗り出した。同年、シアーズは時計修理工であったアルヴァー・カーティス・ローバックと出会い、ビジネスパートナーとなった。翌1887年にはシアーズとローバックはシカゴに拠点を移し、腕時計、ダイヤモンド、宝石の通信販売カタログを出版し、通信販売業を始めた。この通信販売は成功し、1889年には100,000ドル（2021年の物価換算で3億ドル相当）を売り上げた。1893年イリノイ州シカゴに「シアーズ・ローバック」（Sears, Roebuck and Company ）を設立した。
19世紀末から20世紀初頭のアメリカは農業が中心で、広大な国土に多くの農民が生活していたが、交通手段は主に鉄道や馬・馬車であり、消費者は手間をかけて都市まで行くか、個人商店、行商人から高い値段で商品を買うしかなかった。ここに着目したシアーズは、カタログを郵送して、一括仕入れで安価に商品を提供するダイレクトマーケティングを推し進めた。
初期のカタログにはやや誇大な宣伝文句とともに「満足していただけなければ返金いたします」といった良心的で誠実な保証がついており、この「満足保証」は後年まで続いた。シアーズのカタログは「消費者の聖書」と呼ばれ、大量に頒布されるカタログは農村で子供の絵本や学習帳の代用に用いられ、最後にはトイレットペーパー代わりに使われるほど身近に親しまれた。また1908年から1940年の間に組立式住宅「シアーズ・モダン・ホーム」を販売、10万棟以上が出荷され、庶民に近代的な住宅を提供した。1908年から1912年には自社ブランドの自動車もカタログ販売した。シアーズの自動車は他社のコピーではなく、操作が簡単であることを売りにしていた。そのほとんどは2人乗りの軽快な自動車だった。自動車本体の販売撤退後もパーツやアクセサリーの販売はもちろん、メンテナンス・サービス業務を引き続きおこなった。
1925年以降、シアーズ・ローバックは人口の都市への流入とモータリゼーションの到来を予見して、都市の郊外に広い駐車場を備えたデパートを開店させた。第二次世界大戦以降はショッピングセンターの中心店舗として全米の都市に出店した。また自社の顧客を対象とした保険業、金融業、不動産業などに進出。1931年には自動車保険業オールステートを開始。オールステートブランドは自動車アクセサリー販売チェーンとなり、また自動車販売にも利用された。1951年に自動車販売を復活させ、1952年モデルとしてカイザー＝フレーザー製ヘンリーJをオールステートブランドで販売した。しかしこれも1953年モデルで終了している。1985年にディスカバー・クレジットカードを開始した。
シアーズは1980年代初頭まで全米第1位の小売業者であった。しかし企業の巨大化は組織の硬直化、社内の官僚主義の蔓延といった弊害となって現れ始めた。シアーズの「毎日安売り（エブリデー・ロープライセズ）」戦略は、定期的に在庫一掃を行わないメリハリのなさが顧客離れにつながった（皮肉にも、後に台頭してきたウォルマートの場合、エブリデー・ロープライセズを無在庫経営に活かして成功した）。1973年、シカゴに本社ビル「シアーズ・タワー」(現ウィリス・タワー)を建設、当時世界一の高さを誇ったが、シカゴ市の中心部という立地条件が流通業の本部として使いにくく、その後の経営不振もあってビルを手放し、約十年で元の郊外に再び本部を移している。
1990年代、当時の会長アーサー・マルティネスの元でシアーズ・ローバックは経営の再建を進め、長年親しまれた通信販売事業を縮小し、最終的に2000年に全廃した。その役割は1998年に設立されたインターネット上のショッピングサイト「シアーズ・ドットコム」に引き継がれている。

## Kmartとの合併
Kmart（K mart ） は1899年、ミシガン州デトロイトでセバスチャン・S・クレスゲによって創業された老舗のチェーンストアであるが、陳腐化した店舗の更新に失敗するなどの原因で2002年に破産した。
会社更生手続によって生まれた新会社Kマートホールデングス（K mart Holdings Corporation ）は投資家エドワード・ランバートの下で積極策をとり、2004年、同業のシアーズ・ローバックに対して買収の意向を表明。業界10位の会社が5位のシアーズを買収する試みは大きく話題となった。
2005年、両社は合併し、持株会社の名称をシアーズ・ホールディングスとした（NASDAQ: SHLD）。買収した側のKマートがシアーズを名乗るようになったのは、名門シアーズのブランドイメージを利用したい意図があったとみられ、現に2006年からKmart店のシアーズ店への衣替えの動きがみられる。このため流通業界ではシアーズ・ホールディングスを「Kシアーズ」と呼んだりしている。これにより、Kmartとシアーズ・ローバックは事業子会社となり、ウォルマート、ホームデポに次ぐ全米第3位の小売業者が誕生した。

## 経営破綻[3]
2018年10月15日、連邦破産法11条(日本の民事再生法に相当)の適用を申請した。アマゾン・ドット・コムなどネット通販の台頭で来店客数が減少し、業績が悪化していた。破産申請で裁判所の管理下に入り、負債削減やリストラに取り組みながら事業継続の道を探る。一部店舗では、年末商戦に営業を続ける。
シアーズは全米で百貨店「シアーズ」とディスカウントストア「Kマート」を現在約700店を運営している。
かつてシアーズはウォルマートと並んで米国を代表する小売りチェーンだったが、ネット通販の広がりや激安店の増加で、経営不振に陥った。ここ数年、店舗閉鎖や人員削減を進めたが、17年度まで7年連続で最終赤字を計上していた。

## シアーズ・ローバック年表
- 1886年 - リチャード・ウォーレン・シアーズが時計・宝石の販売事業を開始。
- 1893年 - イリノイ州シカゴにシアーズ・ローバック社（Sears, Roebuck and Company）を設立、法人化。
- 1896年 - 最初の大判総合カタログを発行。
- 1908年～1940年 - 組立式住宅を販売。延べ10万棟を出荷する。
- 1925年 - インディアナ州エバンズビルにデパートを開店。初めて店舗を持つ。
- 1953年 - Robert Simpson company と共同でカナダにシンプソンズ・シアーズ社を設立（現在のシアーズ・カナダ社）。
- 1970年代に店名を「Sears」とする。
- 1986年 - 創業100周年。
- 1993年 - 大判総合カタログ（ビッグブック）の発行を停止。
- 1998年 - ショッピングサイト「Sears.com」開設。
- 1999年 -カナダの百貨店イートンズ（Eaton's）を買収。
- 2000年 - カタログ販売を終了。
- 2002年5月 - カジュアルウェア通販「ランズエンド」を買収
- 2003年 - クレジット部門をシティグループに売却。
- 2004年 - デザイナー・ブランド商品の販売を開始。高級化を図る。
- 2005年3月24日 - Kマートとの経営統合により、シアーズ・ホールディングスの傘下に入る。

## Kマート－シアーズ・ホールディングス年表
- 1899年 - ミシガン州デトロイトで、セバスチャン・S・クレスゲにより S.S. Kresge Corporation 設立。ディスカウントストア・チェーンを展開する。
- 1962年 - ミシガン州ガーデンシティにデパートメントストア型の店舗を開店。
- 1987年 - 社名をKマート社に変更。既存の古い店舗の処分を進める。
- 2002年1月22日 - 会社更生手続を申請。カナダの店舗をハドソン・ベイズ・カンパニーに売却する。
- 2003年5月6日 - 新会社Kマート・ホールディングズを設立。
- 2003年6月10日 - NASDAQ上場。
- 2004年11月17日 - シアーズ・ローバック社に買収の意向を伝える。
- 2005年3月24日 - Kマート・ホールディングズとシアーズ・ローバック社合併。持株会社の社名をシアーズ・ホールディングスとする。
- 2018年10月15日 - 連邦破産法11条（日本の民事再生法に相当）の適用を申請。

## 所有専門店
- ランズエンド：カジュアルウェア
- Dealer Stores、Hardware Stores：工具、電化製品、ガーデニング製品販売
- Tire & Battery：タイヤ、バッテリー販売及びサービス
- Sears Outlet Stores：電化製品ディスカウント

## エピソード
- 北アメリカ航空宇宙防衛司令部（NORAD）が毎年クリスマス前後に行う「サンタクロースの追跡」だが、これは元々シアーズが子供向けにサンタクロースのホットラインサービスを開設した際、広告に載せた電話番号に誤植があり、同組織の前身であるCONADの司令長官席につながるようになってしまったことがきっかけだった[4]。